# Paco Morán
Francisco Morán Ruiz, conegut amb el nom artístic de Paco Morán (Almodóvar del Río, 9 de novembre de 1930 - Barcelona, 23 de juliol de 2012), fou un actor espanyol, vivia a Catalunya des de la dècada del 1970.

## Biografia
Als 17 anys ingressà al Conservatori de Música i Declamació de Còrdova on estudià Art Dramàtic. Va ser cofundador del Teatro Español Universitario amb altres companys de professió. El 1957, després d'una etapa com locutor a Radio Córdoba, es traslladà a Madrid i entrà a formar part del quadre d'actors de Radio Nacional de España i Televisión Española, destacant la seva feina a l'espai dramàtic Estudio 1 de TVE.
Des de la dècada dels 70, la seva carrera teatral va estar vinculada gairebé sempre a Barcelona. Vivia habitualment a Vilassar de Mar. Amb Joan Pera va protagonitzar obres de llarga durada en cartellera. L'any 2005 va sofrir un sever accident de trànsit que l'obligà a aturar les representacions que aleshores feia al Teatre Condal de l'obra Matar al presidente.
Va morir a Barcelona a causa d'un emfisema pulmonar. La seva comitiva fúnebre, formada per companys de la professió, va recórrer alguns dels teatres de Barcelona on va aconseguir grans èxits, amb aturades al Borràs, el Victòria i el Condal, mentre que es dirigien al cementiri de Montjuïc, on va ser incinerat.

## Currículum artístic
Teatre
- 1969. Tres historias sobre eso del matrimonio de Neil Simon. Estrenada al teatre Barcelona de Barcelona.
- 1970. La hora de la fantasía d'Anna Bonnaci. Estrenada al teatre Talia de Barcelona.
- 1971. El apagón. original de Peter Shaffer. Estrenat al teatre Barcelona de Barcelona.
- 1971. Como ama la otra mitad, original d'Alan Ayckbourn. Teatre Romea de Barcelona.
- 1972. Un cochino egoista, original de Françoise Dorin. Estrenada al Teatre Reina Victoria de Madrid el 13 de setembre de 1972.
- 1973. Vidas privadas de Noël Coward. Estrenada al teatre Barcelona, de Barcelona.
- 1974. Sé infiel y no mires con quién de Ray Cooney. Estrenada al teatre Poliorama de Barcelona.
- 1977. Loco, loco Paralelo (espectacle musical). Estrenat al teatre Victòria de Barcelona.
- 1978. ¡Aquí...Nueva York (espectacle musical). Estrenat al teatre Victòria de Barcelona.
- 1978. Violines i trompetas, original de Santiago Moncada, amb Fernando Guillén de coprotagonista. Estrenada al teatre Talia de Barcelona.
- 1982. El apagón, original de Peter Shaffer. Estrenada al teatre Talia de Barcelona.
- 1983. Taxi..vamos al Victoria, amb Sara Montiel. Estrenada al teatre Victòria de Barcelona.
- 1983, juliol. La señora presidenta de Bricaire i Lasaygues. Estrenada al teatre Martínez Soria de Barcelona.
- 1984, juliol. Hotel Plaza, suite 719 de Neil Simon. Estrenada al teatre Martínez Soria, de Barcelona.
- 1984, novembre. Los tres inocentes de Pedro Mario Herrero. Estrenada al teatre Martínez Soria de Barcelona.
- 1985. Media naranja, medio limón de Ray Cooney i Gene Stone. Estrenada al teatre Martínez Soria de Barcelona.
- 1991. Oscar and Sherlock de Santiago Moncada. Estrenada al Teatre Goya (Barcelona).
- 1992. Muerte accidental de un anarquista de Dario Fo. Estrenada al teatre Borràs de Barcelona.
- 1994. La extraña pareja de Neil Simon. 1994-1999, al teatre Borràs. Cinc anys consecutius en cartell. Amb Joan Pera de coprotagonista.
- 2001. La jaula de las locas. Amb Joan Pera, al Teatre Condal. Amb Joan Pera
- 2002. Mamaaa!. Original de Jordi Sánchez i Pep Anton Gómez. Estrenada al teatre Condal.
- 2004. Matar al presidente. Original de Francis Veber
- 2008. El enfermo imaginario, versió de Pau Miró i de Marc Rosich de Le malade imaginaire de Molière, estrenada al teatre Condal.

Cinema
- 1961. Rey de reyes (King of Kings). Director: Nicholas Ray
- 1976. La zorrita en bikini'. Director: Ignacio F. Iquino
- 2009. Última sesión. Director: Francesc Páez

Televisió
- 1993. Prêt-à-porter. Produïda per Televisió Espanyola. Amb Joan Pera de coprotagonista.

## Premis i reconeixements
El 2012 va guanyar la Creu de Sant Jordi.